# Gerrit Plantagie

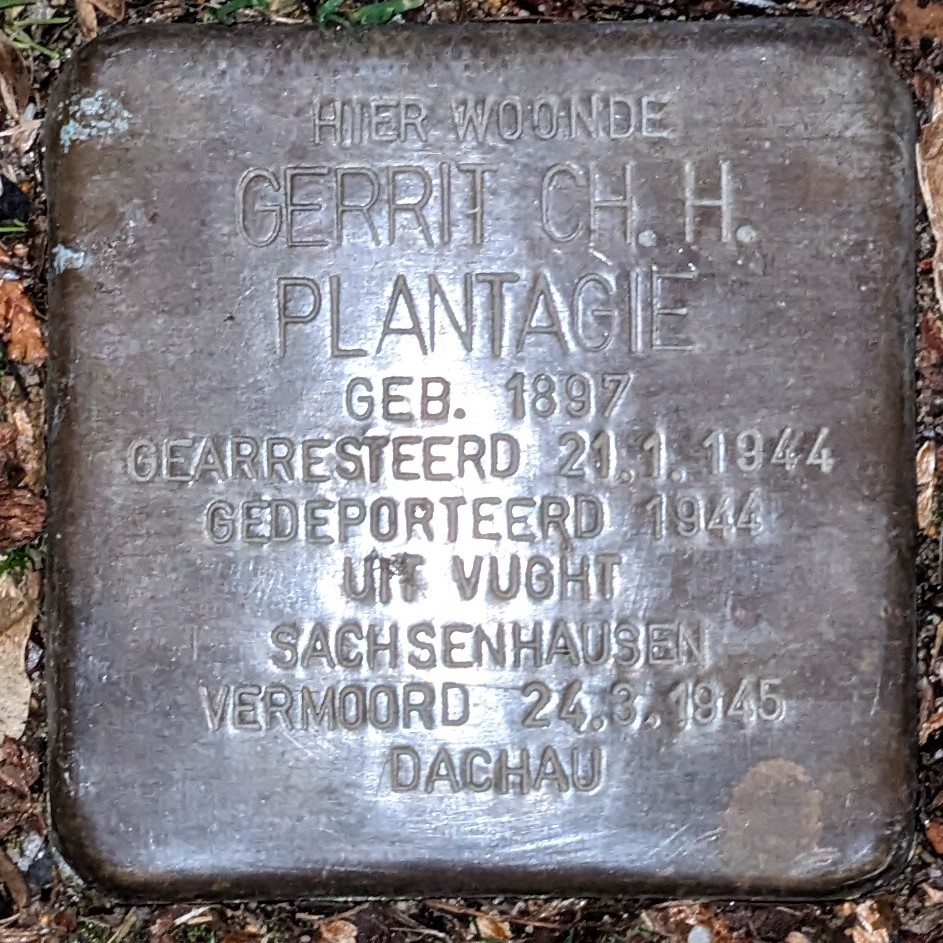
Struikelsteen voor Gerrit Plantagie, Zutphensestraatweg 24, Dieren

Gerrit Christiaan Hendrik Plantagie (Arnhem, 13 december 1897 - Dachau, 24 maart 1945) was een Nederlandse predikant, en verzetsstrijder in de Tweede Wereldoorlog. Hij was de oprichter van de plaatselijke afdeling van de Landelijke Organisatie voor Hulp aan Onderduikers in Dieren. Plantagie werd wegens zijn verzetsactiviteiten gearresteerd en vond de dood in gevangenschap.

## Levensloop
Plantagie groeide op in een hervormd gezin. Hij ging in Arnhem en Ede naar school. Later verhuisde hij naar Barneveld. Plantagie maakte de overstap naar de Gereformeerde Kerken in Nederland en wilde graag predikant worden. Op dertigjarige leeftijd begon hij aan de Theologische Hogeschool in Kampen. In 1932 werd hij hulpprediker in het Gelderse Dieren. De predikant ging een jaar later met emeritaat, waarop Plantagie beroepen werd door de kerk die bestond uit achthonderd leden. Zo kreeg hij direct een grote gemeente onder zijn hoede, ongebruikelijk voor een beginnend predikant. Plantagie voelde zich aangetrokken tot theologen als Klaas Schilder en Herman Dooyeweerd.
Als predikant nam Plantagie zijn werk serieus. Zo legde hij jaarlijks meer dan driehonderd huisbezoeken af. In zijn preken toonde hij zich een fel tegenstander van het nationaalsocialisme. Hij riep zijn toehoorders op zich niet te melden voor de arbeitseinsatz in Duitsland. Plantagie werd lid van het plaatselijke schoolbestuur toen de bezetter het onderwijs probeerde te nazificeren. Hij was bovendien de oprichter en drijvende kracht achter de plaatselijke LO-afdeling. Daarvoor zocht hij toenadering met de broers Ben en Jurriën Reinders uit Dieren en Chris Boven uit Oosterbeek. In Dieren vonden zo'n driehonderd onderduikers een schuilplek, waaronder twintig Joden. Bij Plantagie in de pastorie zat het Joodse echtpaar Cohen-Katz met hun zoontje ondergedoken.
Plantagie werkte ook samen met Jo Visser, wat het alias was van Engelbert Brune uit Purmerend. Brune was in 1942 begonnen als illegaal werker, maar in handen van de Sicherheitsdienst gevallen. De SD wist hem zo ver te krijgen een dubbelrol te vervullen. Als Jo Visser moest hij verzetsgroepen binnen dringen en hun vertrouwen winnen. Brune hield zich niet goed aan zijn opdracht en plande zelfs een aanslag op een andere verzetsman die een dubbelrol vervulde. De SD pikte dat niet en arresteerde hem op 20 januari 1944 op het station Dieren. Brune noemde meteen de naam van een aantal plaatselijke verzetsmensen, waaronder die van Plantagie.
In de nacht van 20 op 21 januari 1944 werd de predikant thuis in Dieren aangehouden. Hij zat aanvankelijk twee maanden vast in de Koepelgevangenis in Arnhem voordat hij werd overgebracht naar het zogeheten Oranjehotel in Scheveningen. Vervolgens zat hij drie maanden vast in Kamp Vught. Na de ontruiming van dat kamp begin september belandde hij via Oranienburg in Dachau. In Dachau werd Plantagie geplaatst in een barak voor geestelijken waar meerdere Nederlandse collegapredikanten waren ondergebracht. De groep Nederlandse predikanten had een aardige voedselvoorraad opgebouwd dankzij de zendingen vanuit Nederland. In eerste instantie sterkte de ernstig vermagerde Plantagie aan. Hij werd in maart 1945 getroffen door vlektyfus. Plantagie bracht twee weken in de ziekenbarak door voordat hij overleed.

## Persoonlijk
Plantagie was getrouwd met Truus Jansen (1899-1971), een volle nicht. Zij kregen samen een dood geboren kind. Zijn vrouw was na de arrestatie van Plantagie doorgegaan met het verzetswerk. Zo bood zij onderdak aan de vrouw van Frits Slomp, alias Frits de Zwerver, de voorman van de Landelijke Organisatie voor Hulp aan Onderduikers.
Het lichaam van Plantagie werd begraven in een massagraf en pas in 1960 geïdentificeerd. Hij werd herbegraven op de Erebegraafplaats Loenen. De herdenkingsdienst werd geleid door Frits Slomp. In zijn Dierense kerk de Opstandingskerk kwam een herdenkingsplaquette. Toen deze kerk rond de eeuwwisseling de deuren sloot werd de plaquette overgebracht naar de Ontmoetingskerk. In 2015 werd het Gerrit Plantagiepad in Dieren-zuid naar de verzetsman vernoemd.